# Latirus maculatus
Latirus maculatus là một loài ốc biển, là động vật thân mềm chân bụng sống ở biển trong họ Fasciolariidae.

## Phụ loài
- Latirus maculatus var. concinna Tapparone-Canefri, 1880 (đồng nghĩa: Latirus concinnus Tapparone-Canefri, 1880)